# Teoría geocéntrica

Ilustración de la Biblia de Lutero de 1545 donde se muestra un universo geocéntrico.

La teoría geocéntrica (también llamada modelo geocéntrico, geocentrismo o modelo ptolemaico) es una teoría astronómica que sitúa a la Tierra en el centro del universo, y a los astros, incluido el Sol, girando alrededor de la Tierra (geo: Tierra; centrismo: agrupado o de centro).
El geocentrismo fue la visión del universo predominante en muchas civilizaciones antiguas, entre ellas la babilónica. En el siglo ii d. C. Claudio Ptolomeo, en su obra Almagesto, introdujo un sistema geocéntrico utilizando epiciclos, deferentes y ecuantes que tendría una amplia aceptación. El modelo de Ptolomeo estuvo en vigor hasta el siglo XVI cuando fue reemplazado por la teoría heliocéntrica de Copérnico.

## Teorías geocéntricas

### Filosofía presocrática
El paradigma geocéntrico se adoptó en la astronomía y filosofía griega, vigente desde sus inicios en la filosofía presocrática. En el siglo VI a. C. Anaximandro propuso una cosmología en la que la Tierra tenía la forma de la sección de un pilar (un cilindro) flotante en el centro de todo. El Sol, la Luna y los planetas eran agujeros en ruedas invisibles que rodeaban la Tierra, a través de los cuales los seres humanos podían ver un fuego oculto. Al mismo tiempo, los pitagóricos pensaban que la Tierra era esférica (de acuerdo con las observaciones de los eclipses) pero no el centro del universo; postulaban que estaba en movimiento alrededor de un fuego no visible.
Con el tiempo, estas dos versiones se combinaron; por lo que la mayoría de los griegos educados pensaban que la Tierra era una esfera en el centro del universo. En el siglo IV a. C. dos influyentes filósofos griegos, Platón y su discípulo Aristóteles, escribieron trabajos basados en el modelo geocéntrico.

### Filosofía platónica
Según Platón, la Tierra era una esfera que descansaba en el centro del universo. Las estrellas y planetas giraban alrededor de la Tierra en círculos celestiales, ordenados de la siguiente manera (hacia fuera desde el centro): Luna, Sol, Venus, Mercurio, Marte, Júpiter, Saturno y las estrellas fijas. En el Mito de Er, una sección de La República, Platón describe el cosmos como el «Huso de la Necesidad», del que cuidan las sirenas y las tres moiras.
Eudoxo de Cnido, quien trabajó con Platón, desarrolló una explicación menos mítica y más matemática del movimiento de los planetas basadas en el discurso de Platón, manifestando que todos los fenómenos en los cielos pueden explicarse con el movimiento circular uniforme.

### Sistema aristotélico
Aristóteles desarrolló el sistema de Eudoxo. En el sistema aristotélico, la Tierra esférica estaba en el centro del universo, y todos los cuerpos celestes estaban unidos a 47-55 esferas transparentes y giratorias que rodeaban a la Tierra, todas ellas concéntricas con ella (el número es tan alto porque son necesarias varias esferas para cada planeta). Estas esferas, conocidas como esferas cristalinas, se movían a diferentes velocidades uniformes para crear la revolución de los cuerpos alrededor de la Tierra. Estos estaban compuestos de una sustancia incorruptible llamada éter. La Luna estaba en la esfera más cercana a la Tierra, entrando en contacto con el área de Tierra, causando manchas oscuras (máculas) y la capacidad de pasar a través de fases lunares.
Más adelante describió su sistema explicando las tendencias naturales de los elementos terrestres: tierra, agua, fuego y aire, así como el éter celestial. Su sistema sostuvo que la Tierra era el elemento más pesado, con el movimiento más fuerte hacia el centro, así el agua formó una capa que rodeaba la esfera de la Tierra. La tendencia del aire y del fuego, por el contrario, era moverse hacia arriba, lejos del centro, con el fuego siendo más ligero que el aire. Más allá de la capa de fuego, estaban las sólidas esferas de éter en las que estaban incrustados los cuerpos celestes ellos mismos también compuestos enteramente de éter.

### Argumentos a favor del geocentrismo
La adhesión al modelo geocéntrico se debió en gran medida a varias observaciones importantes. Ante todo, si la Tierra se moviera, entonces uno debería ser capaz de observar el desplazamiento de las estrellas fijas debido al paralaje estelar. En resumen, si la Tierra se moviera, las formas de las constelaciones cambiarían considerablemente en el transcurso de un año. Debido a que las estrellas estaban realmente mucho más lejos de lo que postulaban los astrónomos griegos (haciendo el movimiento extremadamente sutil), el paralaje estelar no fue detectado hasta el siglo XIX. Por lo tanto, los griegos eligieron la más simple de las dos explicaciones. La ausencia de cualquier paralaje observable se consideró un defecto fatal en cualquier teoría no-geocéntrica.
Otra observación utilizada a favor del paradigma geocéntrico de la época fue la aparente consistencia de la luminosidad de Venus, que implicaba que suele estar a la misma distancia de la Tierra, lo que a su vez es más consistente con el geocentrismo que con el heliocentrismo. En realidad, esto se debe a que la pérdida de luz causada por las fases de Venus compensa el aumento de tamaño aparente causado por su distancia variable a la Tierra. Los objetores del heliocentrismo observaron que los cuerpos terrestres naturalmente tienden a descansar lo más cerca posible del centro de la Tierra. Más allá de la oportunidad de caer más cerca del centro, los cuerpos terrestres tienden a no moverse a menos que sean forzados por un objeto exterior, o transformados a un elemento diferente por el calor o la humedad.
Se usaron las explicaciones atmosféricas para muchos fenómenos porque el modelo eudoxo-aristotélico basado en esferas perfectamente concéntricas no tenía la intención de explicar los cambios en el brillo de los planetas debido a un cambio en la distancia. Finalmente, las esferas perfectamente concéntricas fueron abandonadas, ya que era imposible desarrollar un modelo suficientemente preciso bajo ese ideal. Sin embargo, si bien proporcionó explicaciones similares, el modelo deferente y epiciclo posterior fue lo suficientemente flexible como para acomodar las observaciones durante muchos siglos.

### Sistema ptolemaico
Un defecto principal en el sistema de Eudoxo de esferas concéntricas era que no podrían explicar los cambios en la magnitud aparente de los planetas causados por un cambio en la distancia. Este honor fue reservado para el sistema ptolemaico, apoyado y fundado por el astrónomo helenístico Claudio Ptolomeo de Alejandría (Egipto) en el siglo ii d. C. Su libro principal astronómico, El Almagesto, era la culminación de los siglos de trabajo por astrónomos griegos; fue aceptado durante más de un milenio como el paradigma cosmológico correcto por astrónomos europeos y musulmanes. A causa de su influencia, a veces es considerado idéntico con el modelo geocéntrico.

Los elementos básicos de la astronomía de Ptolomeo, mostrando un planeta en un epiciclo con un deferente excéntrico y un punto ecuante.

En el modelo ptolemaico, cada planeta es movido por dos o más esferas: una esfera es su deferente que se centra en la Tierra, y la otra esfera es el epiciclo que se encaja en el deferente. El planeta se encaja en la esfera del epiciclo. El deferente rota alrededor de la Tierra mientras que el epiciclo rota dentro del deferente, haciendo que el planeta se acerque y se aleje de la Tierra en diversos puntos en su órbita inclusive haciendo que disminuya su velocidad, se detenga, y se mueva en el sentido contrario (en movimiento retrógrado). Los epiciclos de Venus y de Mercurio están centrados siempre en una línea entre la Tierra y el Sol, lo que explica por qué siempre se encuentran cerca de él en el cielo. El orden de las esferas ptolemaicas a partir de la Tierra es: Luna, Mercurio, Venus, Sol, Marte, Júpiter, Saturno y estrellas fijas.
El modelo del deferente-y-epiciclo había sido utilizado por los astrónomos griegos por siglos, como lo había sido la idea del excéntrico. En la ilustración, el centro del deferente no es la Tierra sino la X, haciéndolo excéntrico.
Desafortunadamente, el sistema que estaba vigente en la época de Ptolomeo no concordaba con las mediciones, aun cuando había sido una mejora considerable respecto al sistema de Aristóteles. Algunas veces el tamaño del giro retrógrado de un planeta (más notablemente el de Marte) era más pequeño y a veces más grande. Esto lo impulsó a generar la idea de un ecuante.
El ecuante era un punto cerca del centro de la órbita del planeta en el cual, si uno se paraba allí y miraba, el centro del epiciclo del planeta parecería que se moviera a la misma velocidad. Por lo tanto, el planeta realmente se movía a diferentes velocidades cuando el epiciclo estaba en diferentes posiciones de su deferente. Usando un ecuante, Ptolomeo afirmaba mantener un movimiento uniforme y circular, pero a muchas personas no les gustaba porque pensaban que no concordaba con el dictado de Platón de un «movimiento circular uniforme». El sistema resultante, el cual finalmente logró amplia aceptación en occidente, fue visto como muy complicado a los ojos de la modernidad; requería que cada planeta tuviera un epiciclo girando alrededor de un deferente, desplazado por un ecuante diferente para cada planeta. Pero el sistema predijo varios movimientos celestes, incluyendo el inicio y fin de los movimientos retrógrados, medianamente bien para la época en que se desarrolló.

### Astronomía islámica y geocentrismo
Los astrónomos musulmanes por lo general aceptaron el sistema ptolemaico y el modelo geocéntrico, pero en el siglo X comenzaron a aparecer textos que ponían en duda a Ptolomeo (Shukūk). Varios eruditos musulmanes cuestionaron la aparente inmovilidad de la Tierra y su centralidad dentro del universo. Algunos astrónomos musulmanes creyeron que la Tierra giraba alrededor de su eje, como Abu Sa'id al-Sijzi (circa 1020). Según Al-Biruni, Sijzi inventó un astrolabio llamado al-zūraqī basado en una creencia sostenida por algunos de sus contemporáneos «que el movimiento que vemos es debido al movimiento de la Tierra y no al del cielo». La prevalencia de este punto de vista es confirmada por una referencia del siglo XIII que dice:

Según los geómetras (muhandisīn), la Tierra está en constante movimiento circular, y lo que parece ser el movimiento de los cielos es en realidad debido al movimiento de la Tierra y no al de las estrellas.

A principios del siglo XI, Alhacén escribió una crítica mordaz del modelo de Ptolomeo en su Dudas sobre Ptolomeo (c. 1028), que algunos han interpretado que implícitamente estaba criticando el geocentrismo de Ptolomeo, pero la mayoría está de acuerdo en que estaba criticando los detalles del modelo de Ptolomeo en lugar de su geocentrismo.
En el siglo XII, Azarquiel se alejó de la antigua idea griega de movimientos circulares uniformes hipotetizando que el planeta Mercurio se movía en una órbita elíptica, mientras que Alpetragio propuso un modelo planetario que abandonaba los mecanismos de ecuantes, epiciclos y deferentes, aunque esto dio lugar a un sistema que era matemáticamente menos exacto. Alpetragio también declaró al modelo ptolemaico como un modelo imaginario que era acertado en predecir posiciones planetarias pero no real o físico. Su sistema alternativo se extendió por la mayor parte de Europa durante el siglo XIII.
Fakhr al-Din al-Razi (1149-1209), al tratar con su concepción de la física y el mundo físico en su Matalib, rechazó la noción aristotélica y avicenica de la centralidad de la Tierra dentro del universo, argumentando que hay «miles de mundos (alfa alfi 'awalim) más allá de este mundo, de modo que cada uno de esos mundos pueda ser más grande y más enorme que este mundo, así como tener lo mismo de lo que este mundo tiene». Para apoyar su argumento teológico, cita el versículo coránico: «Toda alabanza pertenece a Dios, Señor de los Mundos», enfatizando el término «Mundos».
La «revolución Maraghe» se refiere a la crítica de la escuela Maraghe contra la astronomía ptolemaica. La «escuela de Maraghe» fue una tradición astronómica que comenzó en el observatorio de Maraghe y continuó con los astrónomos de la mezquita de Damasco y el observatorio de Samarcanda. Al igual que sus predecesores andalusíes, los astrónomos de Maraghe intentaron resolver el problema del ecuante (el círculo alrededor de cuya circunferencia un planeta o el centro de un epiciclo fue concebido para moverse uniformemente) y produjeron configuraciones alternativas al modelo ptolemaico sin abandonar el geocentrismo. Fueron más exitosos que sus predecesores andalusíes en la producción de configuraciones no ptolemaicas que eliminaran los ecuantes y epiciclos, eran más exactos que el sistema ptolemaico en la predicción numérica de las posiciones planetarias y eran más acordes con las observaciones empíricas. Los más importantes astrónomos de Maraghe incluyeron a Mo'ayyeduddin Urdi (d. 1266), Nasir al-Din al-Tusi (1201-1274), Qutb al-Din al-Shirazi (1236-1311), Ibn al-Shatir (1304–1375), Ali Qushji (c. 1474), Al-Biryandi (hacia 1525) y Shams al-Din al-Khafri (1550).
Ibn al-Shatir, el astrónomo de Damasco (1304-1375) que trabajó en la Mezquita de los Omeyas, escribió un libro importante titulado Kitab Nihayat al-Sul fi Tashih al-Usul (Una investigación final sobre la corrección de la teoría planetaria) sobre una teoría que se basa en gran parte del sistema ptolemaico conocido en ese momento. En su libro Ibn al-Shatir, un astrónomo árabe del siglo XIV, E. S. Kennedy escribió: «Lo que más interesa, sin embargo, es que la teoría lunar de Ibn al-Shatir, con excepción de las diferencias triviales en los parámetros, es idéntica a la de Copérnico (1473-1543)». El descubrimiento de que los modelos de Ibn al-Shatir son matemáticamente idénticos a los de Copérnico sugiere la posible transmisión de estos modelos a Europa. En los observatorios de Maraghe y Samarcanda, la rotación de la Tierra fue discutida por Al-Tusi y Ali Qushji (1403); los argumentos y pruebas que utilizaron se parecen a los utilizados por Copérnico para apoyar el movimiento de la Tierra.
Sin embargo, la escuela de Maraghe nunca provocó el cambio de paradigma al heliocentrismo. La influencia de la escuela Maraghe en Copérnico sigue siendo especulativa, ya que no hay pruebas documentales que la demuestren. La posibilidad de que Copérnico desarrollara de manera independiente el acople Tusi permanece abierta, ya que ningún investigador ha demostrado que conociera el trabajo de Tusi o el de la escuela Maraghe.

### Otros sistemas geocéntricos
Hicetas y Ecfanto (dos pitagóricos del siglo V a. C.), y Heráclides Póntico (del siglo IV a. C.), creían que la Tierra gira sobre su eje pero permaneciendo en el centro del universo. Tal sistema todavía se califica como geocéntrico. Fue restablecido en la Edad Media por Jean Buridan. Heráclides Póntico también es citado en ocasiones por haber propuesto que Venus y Mercurio no circundaba la Tierra sino el Sol, pero la evidencia de esta teoría no estaba clara. Marciano Capella puso definitivamente a Mercurio y Venus en epiciclos alrededor del Sol.

## Teorías rivales
No todos los griegos aceptaban el modelo geocéntrico. Algún pitagórico creyó que la Tierra podía ser uno de los varios planetas que circundaban en un fuego central.

### Primer heliocentrismo
El primer heliocéntrico fue Aristarco de Samos (siglo II a. C.) fue el más radical. Escribió un libro, que no se ha conservado, sobre el heliocentrismo, diciendo que el Sol era el centro del universo, mientras que la Tierra y otros planetas giraban alrededor de él. Su teoría no fue popular, y solo tuvo un seguidor conocido, Seleuco de Seleucia.

### El sistema copernicano
En 1543 la teoría geocéntrica enfrentó su primer cuestionamiento serio con la publicación de De revolutionibus orbium coelestium de Copérnico, que aseguraba que la Tierra y los demás planetas, contrariamente a la doctrina oficial del momento, rotaban alrededor del Sol. Sin embargo, el sistema geocéntrico se mantuvo varios años, ya que el sistema copernicano no ofrecía mejores predicciones de las efemérides cósmicas que el anterior, y además suponía un problema para la filosofía natural, así como para la educación religiosa.
La teoría de Copérnico establecía que la Tierra giraba sobre sí misma una vez al día, y que una vez al año daba una vuelta completa alrededor del Sol. Además afirmaba que la Tierra, en su movimiento rotatorio, se inclinaba sobre su eje (como un trompo). Sin embargo, aún mantenía algunos principios de la antigua cosmología, como la idea de las esferas dentro de las cuales se encontraban los planetas y la esfera exterior donde estaban inmóviles las estrellas, lo cual es falso por comprobaciones astronómicas hechas hoy en día, gracias a la tecnología y sus avances.

### Gravitación: Newton y Kepler
Johannes Kepler, después de analizar las observaciones de Tycho Brahe, construyó sus tres leyes en 1609 y 1619, basado en una visión heliocéntrica donde los planetas se mueven en trayectorias elípticas. Usando estas leyes, él era el primer astrónomo en predecir con éxito un tránsito de Venus (cerca del año 1631).
En 1687, Isaac Newton ideó su ley de gravitación universal, que introdujo la gravitación como la fuerza que mantiene a los planetas en órbita, permitiendo que los científicos construyan rápidamente un modelo heliocéntrico plausible para el
sistema solar. Utilizando la ley de gravitación universal pueden calcularse con precisión las órbitas de todos los planetas del sistema solar, a excepción de Mercurio, cuyo perihelio tenía una precesión que no puede explicarse mediante las leyes de gravitación de Newton. A pesar de este problema la comunidad científica creía tanto en las leyes de Newton que incluso se postuló la existencia de un planeta, Vulcano, para justificar la órbita de Mercurio. La precesión del perihelio de Mercurio no pudo ser explicada hasta que en 1915 Albert Einstein expuso su teoría general de la relatividad.

## El geocentrismo en la actualidad

### Astronomía
Sin embargo, un marco geocéntrico es útil para los astrónomos en muchos aspectos científicos. Para el estudio de objetos fuera del sistema solar, donde las distancias son mucho mayores que la distancia de la Tierra al Sol, se simplifica su estudio al tomar a la Tierra como centro.
El sistema solar es aún de interés para los diseñadores de planetarios dado que, por razones técnicas, dar al planeta un movimiento de tipo ptolemaico tiene ventajas sobre el movimiento de estilo copernicano.

### Religión
Algunos fundamentalistas religiosos, mayormente creacionistas, todavía interpretan sus escrituras sagradas indicando que la Tierra es el centro físico del universo; esto es llamado geocentrismo moderno o neogeocentrismo. 
La Asociación Contemporánea para la Astronomía Bíblica, conducida por el físico Gerhardus Bouw, sostiene una versión modificada del modelo de Tycho Brahe, que llaman geocentricidad. Sin embargo, la mayor parte de los grupos religiosos en la actualidad aceptan el paradigma heliocéntrico.
El 31 de octubre de 1992, el papa Juan Pablo II rehabilitó a Galileo 359 años después de que fuera condenado por la Iglesia. Si bien esto no significa que se haya declarado que el heliocentrismo es una verdad absoluta, descarta toda noción de que haya herejía en creer en la teoría heliocéntrica. Cabe aclarar que el objetivo fue primordialmente reconciliar la noción de que la ciencia y la fe pueden estar unidas y el rechazo anterior al heliocentrismo de Galileo no debe seguirse interpretando como una discordia entre ambos.

### Astrología
Por su parte, los astrólogos, mientras que pueden no creer en el geocentrismo como principio, todavía emplean el modelo geocéntrico en sus cálculos para predecir horóscopos.[cita requerida]
Existen algunos elementos que podemos aplicar para contrastarlos con el sistema geocéntrico: el sistema de años bisiestos, la inclinación del eje de rotación y el ciclo de las fases de la Luna.
Si la Tierra no se mueve en torno al Sol, sería el Sol el que se trasladaría en torno a la Tierra una vez cada 24 horas, de modo que la Tierra tampoco tendría movimiento de giro en torno a su eje de rotación. La idea de que el Sol diera una vuelta a la Tierra en 24 horas significa que tendría que dar 365,25 vueltas a la Tierra para que se cumpliese un año, pero alguna autoridad institucional habría tenido que establecer dicho número, y lo racional sería un número entero. El sistema del día del año bisiesto ideado por la Iglesia sería la adaptación del calendario racional al supuesto de que cada 4 ciclos de 365,25 vueltas a la Tierra, el Sol acumularía una vuelta, la 366.ª o día 366.º Pero los 365,25 giros (365,25 días) es la cantidad de giros que le da tiempo a dar al planeta durante su tiempo de órbita al Sol, y por ello es una medida dada por la Naturaleza.